# Albert Dolleschall
Albert Dolleschall (né le 26 juillet 1887 à Vienne, mort le 14 septembre 1939 à Glina, en Pologne) est un cavalier autrichien de dressage.

## Carrière

### Sportive
Albert Dolleschall est membre de l'équipe de dressage aux Jeux olympiques d'été de 1936 à Berlin, sur Infant. Dolleschall se classe 12e dans l'épreuve individuelle,. L'équipe termine quatrième, manquant de peu la médaille de bronze.

### Militaire
Dolleschall est Oberleutnant dans l'artillerie en août 1914.
Il a le grade d'Oberstleutnant quand il participe aux Jeux Olympiques,,.
Dolleschall meurt au combat au début de la Seconde Guerre mondiale, lors de l'invasion allemande de la Pologne.